# 鎮海澚
鎮海澚，是澎湖自清治時期至日治初期的一個行政區劃，其範圍即今澎湖縣的白沙鄉中部偏東南。
鎮海澚的東、西兩邊瀕海，南邊為瓦硐澚飛地，北邊為赤崁澚，西北邊為瓦硐澚本部地區。

## 管轄街庄鄉
鎮海澚共轄4個鄉：
- 今白沙鄉境內：岐頭鄉、鎮海鄉、港仔鄉、小赤崁鄉（應含員貝嶼）